# Fetzer Field
Le Fetzer Field, également connu sous son nom complet de Irwin Belk Track at Robert Fetzer Field, ou plus simplement de Robert Fetzer Field, est un ancien stade omnisports (servant principalement pour le soccer et la crosse) américain situé dans la ville de Chapel Hill, en Caroline du Nord.
Le stade, doté de 5 025 places et inauguré en 1935 pour être démoli en 2017, appartenait à l'Université de Caroline du Nord à Chapel Hill et servait d'enceinte à domicile pour les équipes masculines et féminines universitaires de soccer et de crosse des Tar Heels de la Caroline du Nord.

## Histoire
Le Fetzer Field est achevé en 1935 et porte le nom de Bob Fetzer, le premier entraîneur de l'équipe universitaire des North Carolina Tar Heels. La construction du stade a fourni de nombreux emplois aux habitants de Chapel Hill. Des rénovations débutent en 1988 pour s'achever en 1990.
Le stade est démoli en 2017 pour laisser place au même endroit au Dorrance Field (inauguré le 2 mars 2019).
Le record d'affluence au Fetzer Field est de 7 212 spectateurs en 1995, lors d'un match entre l'équipe de soccer féminin des Tar Heels et de l'équipe des Fighting Irish de Notre-Dame.
Le Fetzer Field a également accueilli les championnats d'état d'athlétisme de la North Carolina High School Athletic Association, ainsi que les Jeux Olympiques juniors de l'Amateur Athletic Union.

## Événements
- Finale de soccer de la Women's College Cup : 1984, 1988, 1990-1993, 1995

## Galerie

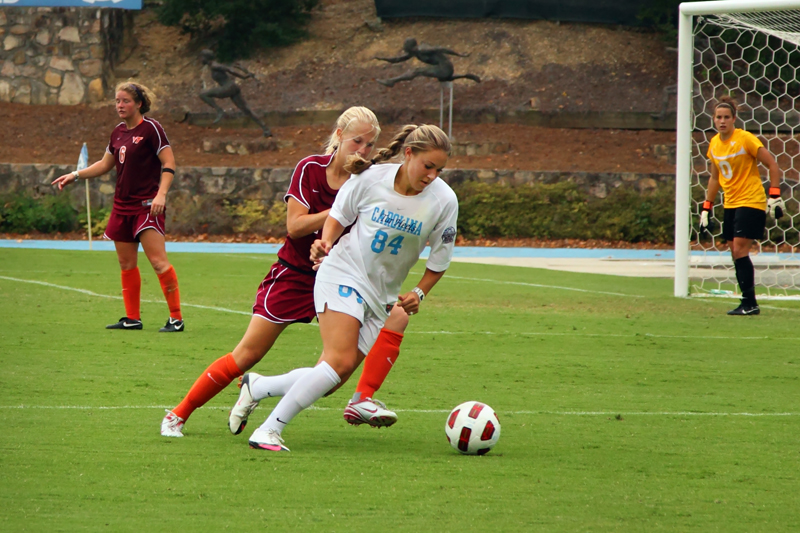
Match de soccer féminin au Fetzer Field